# دوشیزه کره
دوشیزه کره (کره‌ای: 미스코리아؛ انگلیسی: Miss Korea) یک جشنواره زیبایی در کره جنوبی است که برندگان به نمایندگی از کره جنوبی در مسابقات دوشیزه بین‌الملل و دوشیزه زمین راه پیدا خواهند کرد.
دوشیزه کره حال چوی چای وون در ۱۰ اکتبر ۲۰۲۳، برنده این عنوان شد.